# Zamek w Wojsławicach

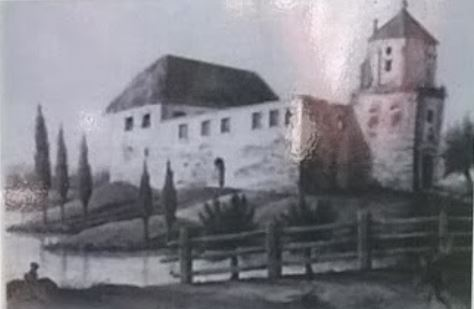
Rycina przedstawiająca zamek z XVI wieku

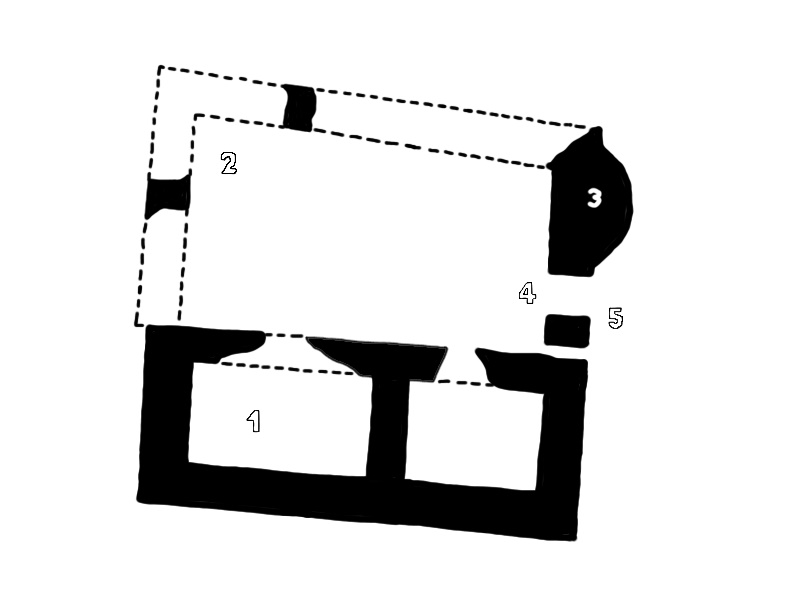
Plan Zamku. 1) skrzydło mieszkalne, 2) dziedziniec, 3) baszta, 4) brama, 5) furta

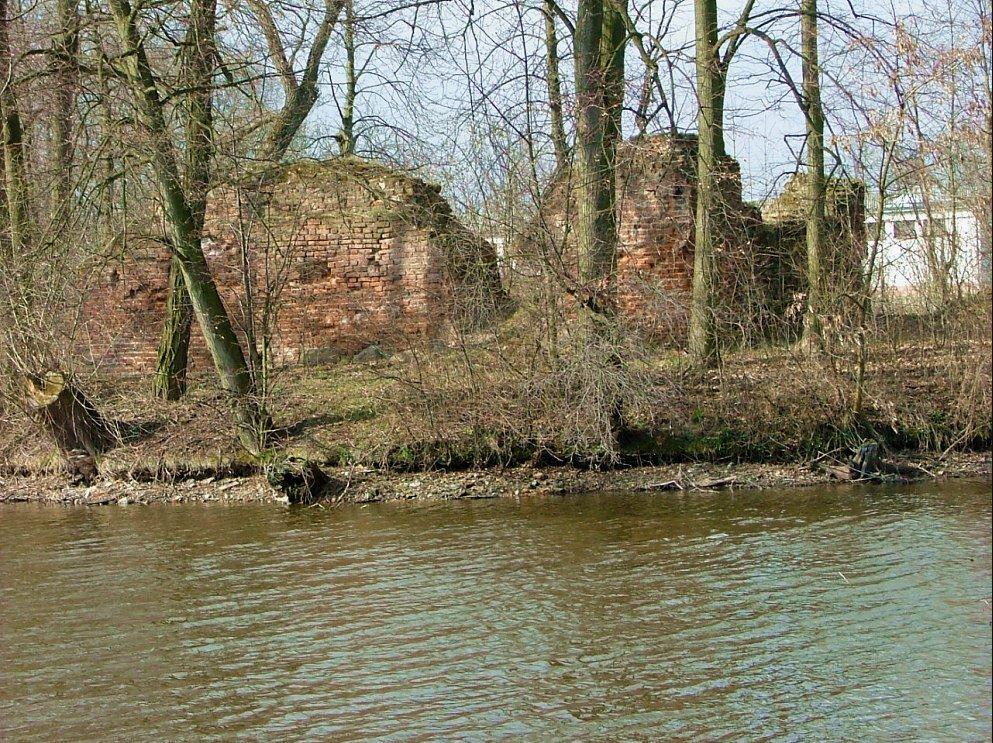
Relikty warowni

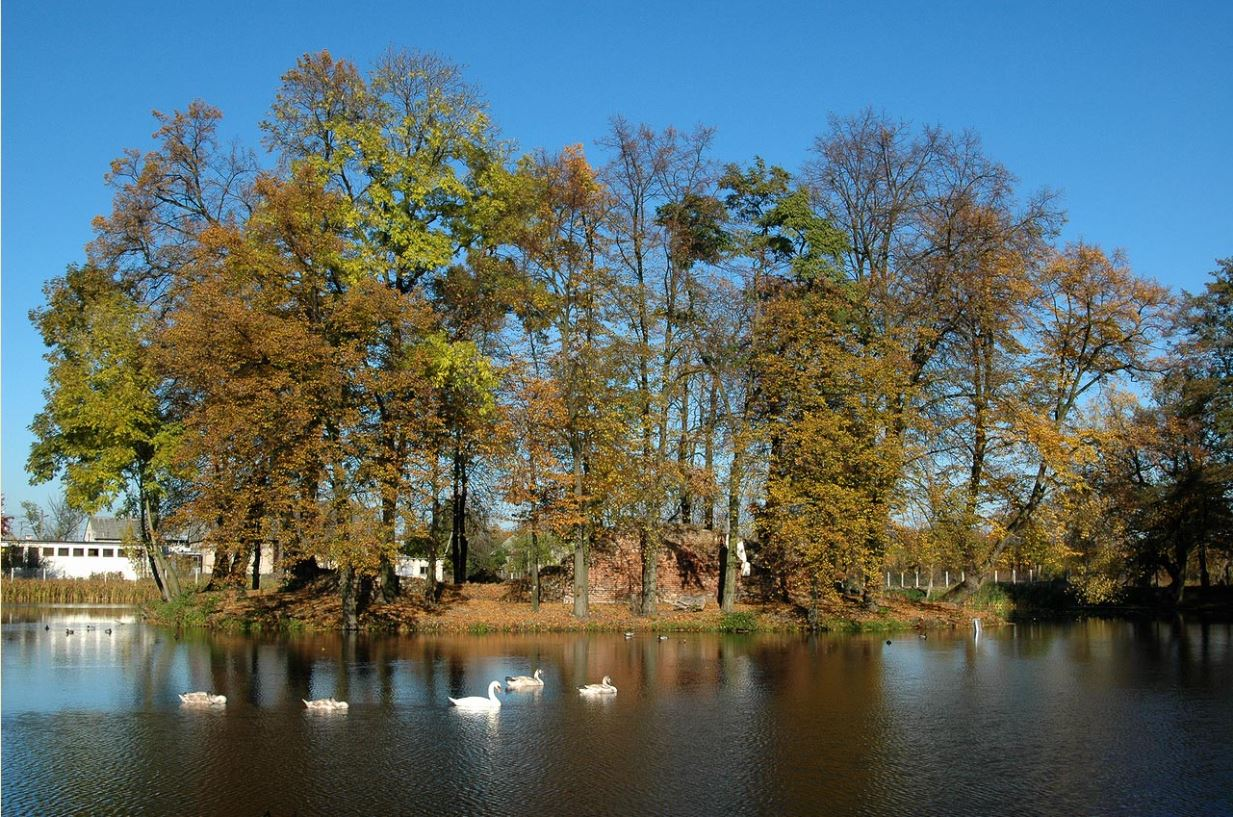
Widok z południa na warownię

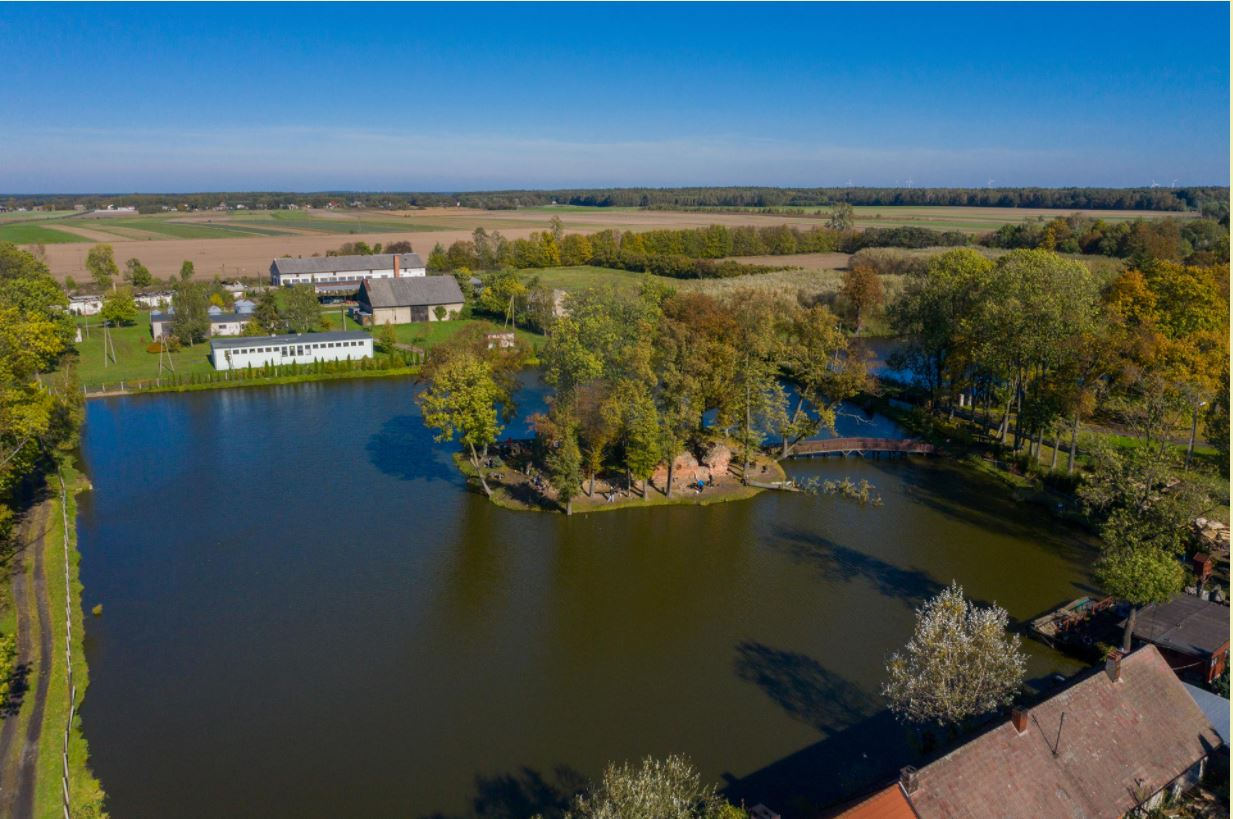
Widok z lotu ptaka na wyspę zamkową

Zamek w Wojsławicach – relikty zamku rycerskiego znajdujące się we wsi Wojsławice w powiecie zduńskowolskim, gminie Zduńska Wola.
Zamek powstał około 1550 roku. Fundatorem był przedstawiciel rodu Wężyków – prawdopodobnie mniejszy chorąży sieradzki Piotr i jego żona lub ich syn, także Piotr.
Niewielki zamek miał mury o grubości 1,7 metra. Założony był na planie zbliżonym do kwadratu o bokach 20,5×23×21,7×23 metrów wraz z dwu- lub trzykondygnacyjnym domem mieszkalnym o wymiarach ok. 23×9 metrów i łącznej powierzchni 200 metrów kwadratowych. Warownia miała dziedziniec o wymiarach 10x20 metrów. Najniższa kondygnacja była podzielona na dwa pomieszczenia. We wschodniej ścianie była umieszczona brama wraz z furtką dla pieszych, przy północno-wschodniej ścianie wybudowano basztę o średnicy sześciu metrów mogła być flankowana. Mury prawdopodobnie mogły być zwieńczone gankami i blankami. Cała warownia miała około 500 metrów kwadratowych. Do dziś zachowały się ściany południowego muru ściany dzielącej pierwszą kondygnację oraz fragment wieży i bramy. W latach 1976–1977 badania nad warownią prowadził Jerzy Augustyniak.